# Ateneu Porto-riqueny
L'Ateneu Porto-riqueny (castellà: Ateneo Puertorriqueño) és una institució cultural de l'illa de Puerto Rico fundada en 1876 dedicada al foment de les ciències, les lletres i les belles arts porto-riquenyes. L'any 1898, en el Tractat de París entre Espanya i els Estats Units, es va establir que el govern militar i civil dels Estats Units a Puerto Rico respectaria i no intervindria les institucions establertes abans de la invasió. Aquestes dues institucions vigents van ser el Col·legi d'Advocats de Puerto Rico, fundat el 1840, i l'Ateneu Porto-riqueny fundat el 1876.